# هدهد درختی جنگلی
هدهد درختی جنگلی (نام علمی: Phoeniculus castaneiceps) نام یک گونه از سرده هدهد درختی است.